# الخرشبة (المحويت)

تعديل مصدري - تعديل

الخرشبة هي إحدى قرى عزلة بني الوليد بمديرية المحويت التابعة لمحافظة المحويت، بلغ تعداد سكانها 583 نسمة حسب تعداد اليمن لعام 2004.